# Hedy Blum

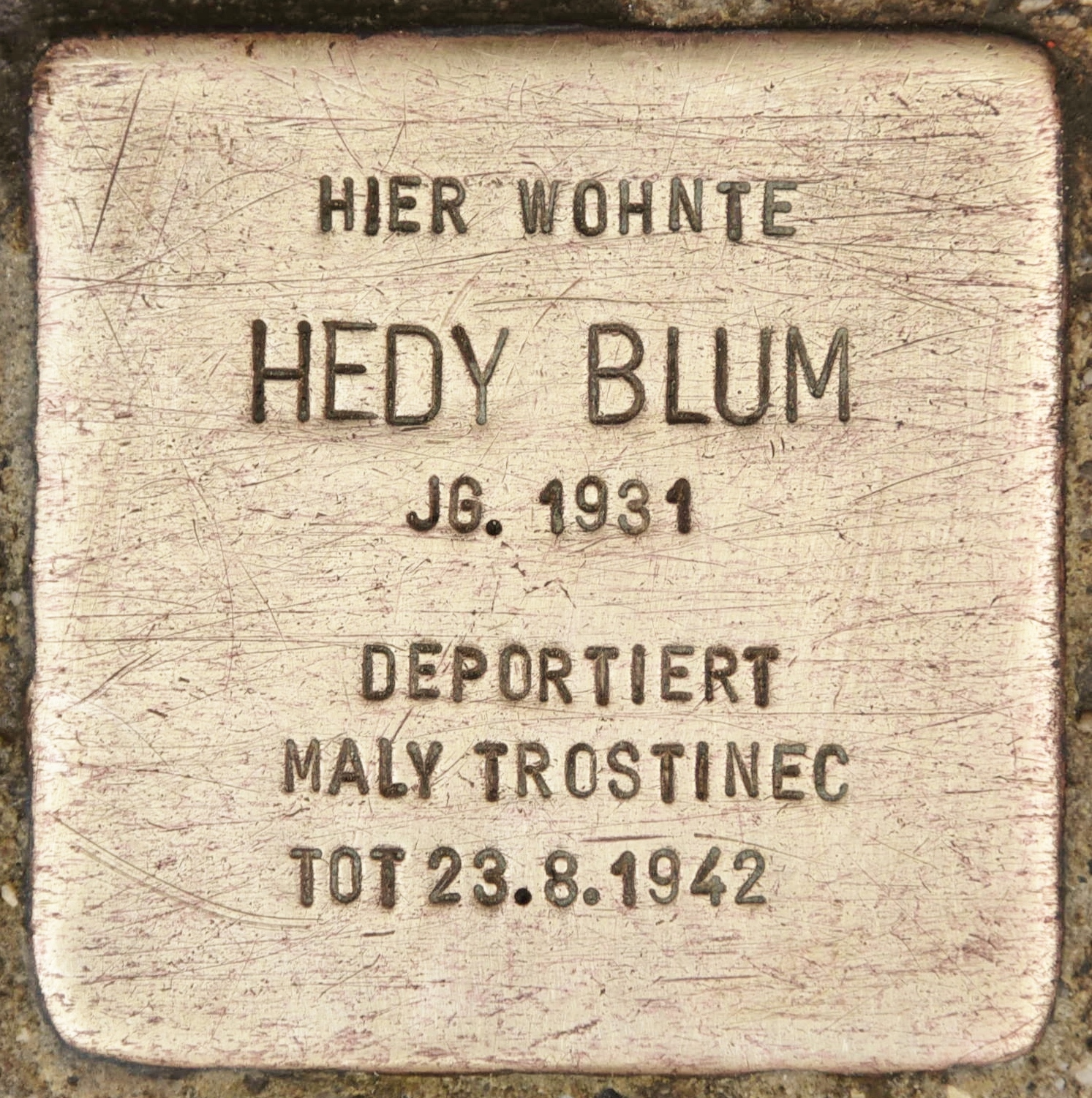
Stolperstein für Hedy Blum in Mödling

Hedy Blum (geboren am 23. August 1931; gestorben am 21. August 1942 im Maly Trostinez)
war eine österreichische Schülerin und ein Opfer des Holocaust. Sie wurde gemeinsam mit ihrer Mutter am 17. August 1942 in das Vernichtungslager Maly Trostinez deportiert und dort zusammen mit ihrer Mutter Sidonie Blum vom NS-Regime ermordet. Das Leben Blums war Thema einer Ausstellung in einem Wiener Bezirksmuseum.

## Leben
Hedy Blum lebte mit ihren Eltern und ihrem Bruder Natan bis 1937 in Mödling. Danach zog die Familie nach Atzgersdorf. Sie wurde zwar 1937 in der Volksschule Atzgersdorf eingeschult, jedoch wenige Wochen nach Schulbeginn zurückgestellt. Ab September 1938 war sie Schülerin dieser Volksschule, allerdings nur für wenige Wochen. Am 15. November 1938 wurde Hedy Blum, wie es im erhalten gebliebenen Klassenbuch wörtlich heißt, „als Jüdin von der Schule ausgeschlossen“. Wenige Tage zuvor, am 11. November, war ihr Vater verhaftet und ins KZ Dachau deportiert worden. Im Mai 1939 wurden Hedy und ihre Mutter, wie fast alle Wiener Jüdinnen und Juden, aus ihrer Wohnung in der Breitenfurter Straße 76 (heute 320) in eine Sammelwohnung in Leopoldstadt zwangsumgesiedelt. Diese teilten sie sich drei Jahre mit drei anderen Familien. Hedy besuchte in der Leopoldstadt eine sogenannte „Judenschule“. Ihre letzte Anschrift in Wien war die Czerningasse 15/17 im zweiten Wiener Gemeindebezirk. Gemeinsam mit ihrer Mutter wurde sie am 17. August 1942 mit dem 36. Transport (Nummer 780) ins Vernichtungslager Maly Trostinez deportiert. Alle verfügbaren Quellen gehen davon aus, dass Hedy Blum gemeinsam mit ihrer Mutter wenige Tage nach der Ankunft im Lager ermordet wurde.

## Überlebende Familienangehörige
Hedys Vater musste unmittelbar nach seiner Entlassung aus dem KZ Dachau das Deutsche Reich verlassen, er überlebte die Shoa in Palästina. Ihr Bruder Natan gelangte mit einem Kindertransport ins Ausland. Er lebte in Israel bis zu seinem Tod im Jahr 2007.

## Gedenken

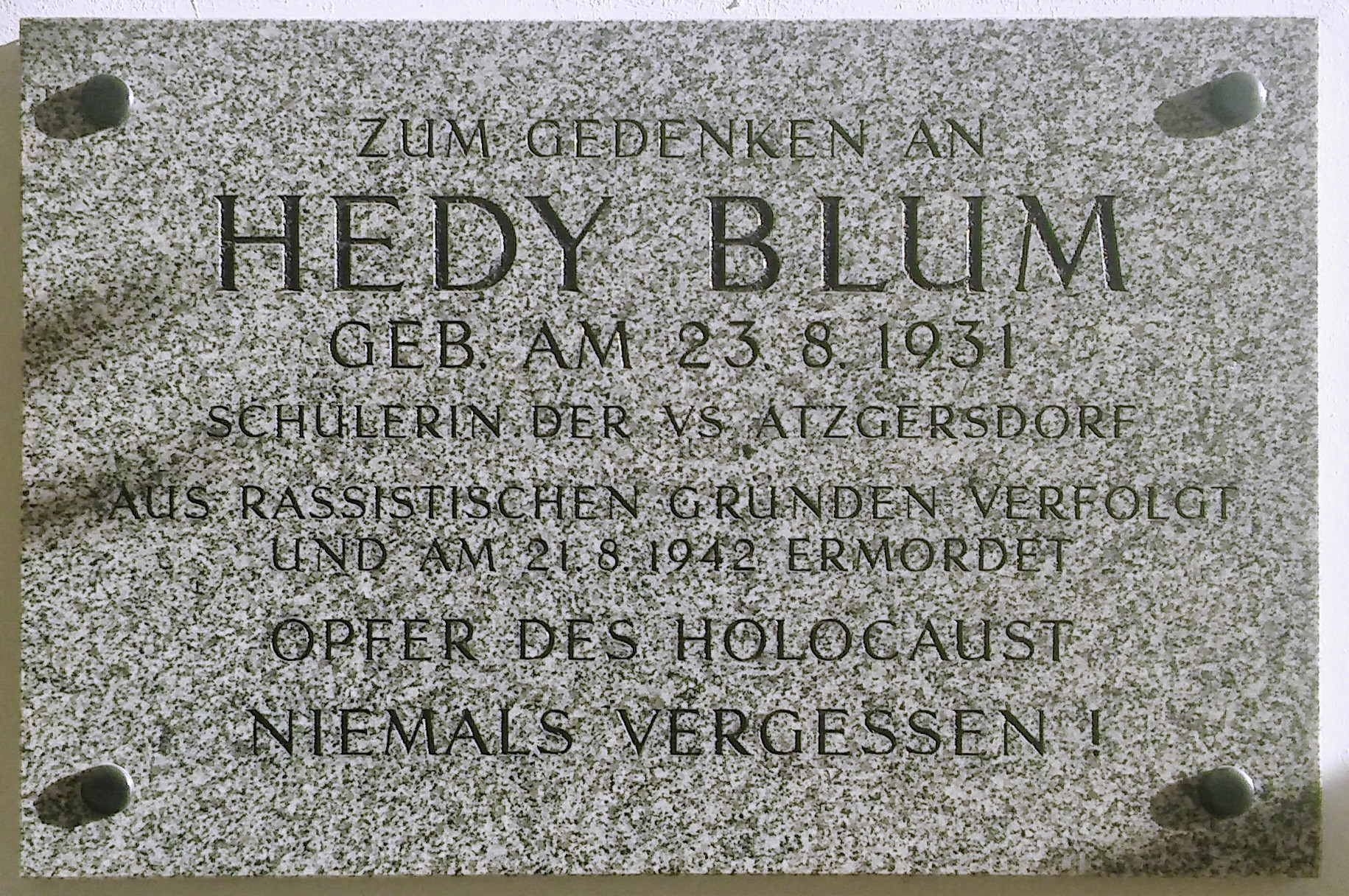
Gedenktafel für Hedy Blum in der Volksschule Atzgersdorf / Wien

Das Bezirksmuseum Liesing zeigte im Oktober 2003 die Ausstellung Liesing im Dunkel – verfolgte und ermordete LiesingerInnen 1934–1945. Darin wurde ein Überblick der Verbrechen des NS-Regimes in Liesing vermittelt. Zwei jüdische Schicksale standen im Zentrum der Ausstellung, wovon eines das von Hedy Blum war.

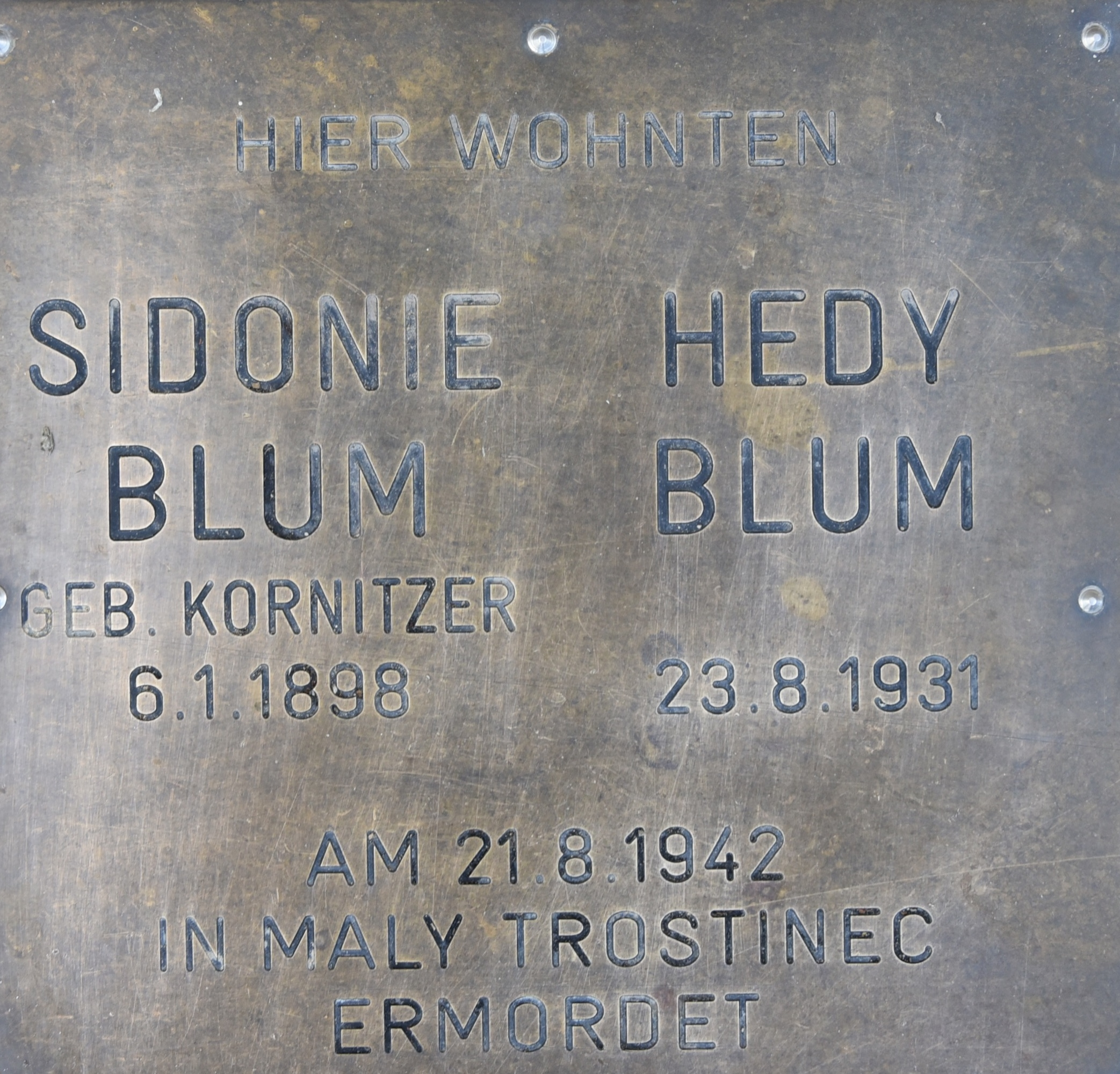
Erinnerungsstein für Hedy und Sidonie Blum, Liesing 2013

Eine Gedenktafel, ein Stolperstein in Mödling und ein Erinnerungsstein in Wien-Liesing sind dem Gedenken an das Mädchen gewidmet:
- Auf Initiative des Elternvereins wurde in der Volksschule Atzgersdorf eine Gedenktafel für Hedy Blum, die erste ihrer Art in einer Wiener Volksschule, angebracht.[4]
- Im Jahr 2006 verlegte der deutsche Künstler Gunter Demnig vor dem Haus Hauptstraße 79 in Mödling Stolpersteine für Hedy Blum und ihre Mutter Sidonie.
- Am 9. November 2013 wurden die ersten zwei Erinnerungssteine in Wien-Liesing verlegt, einer war Hedy Blum und ihrer Mutter Sidonie gewidmet, der andere der Widerstandskämpferin Therese Klostermann.[2]
- Im Jahr 2018 wurde in Wien-Liesing (23. Bezirk) der Hedy-Blum-Weg nach ihr benannt.